# Chute Minée
La chute Minée est une chute d'eau douce situé dans la municipalité de Namur au Québec, administré par la municipalité régionale de comté de Papineau, dans la région administrative de l'Outaouais, au Canada.

## Géographie
Cette chute, située sur le parcours de la Petite rivière Rouge, se déverse dans des rapides sans nom de cette même rivière. Elle se trouve à proximité du pont de la Chute-Minée.

## Toponymie
Le toponyme « Chute Minée » a été officialisé le 15 septembre 1988 par la Commission de toponymie du Québec.